# Kościół Trójcy Przenajświętszej w Palowicach
Kościół Trójcy Przenajświętszej – zbudowany w Leszczynach, w 1981 roku został przeniesiony do Palowic.
Kościół znajduje się na Szlaku Architektury Drewnianej województwa śląskiego w pętli rybnickiej.

## Opis architektoniczny

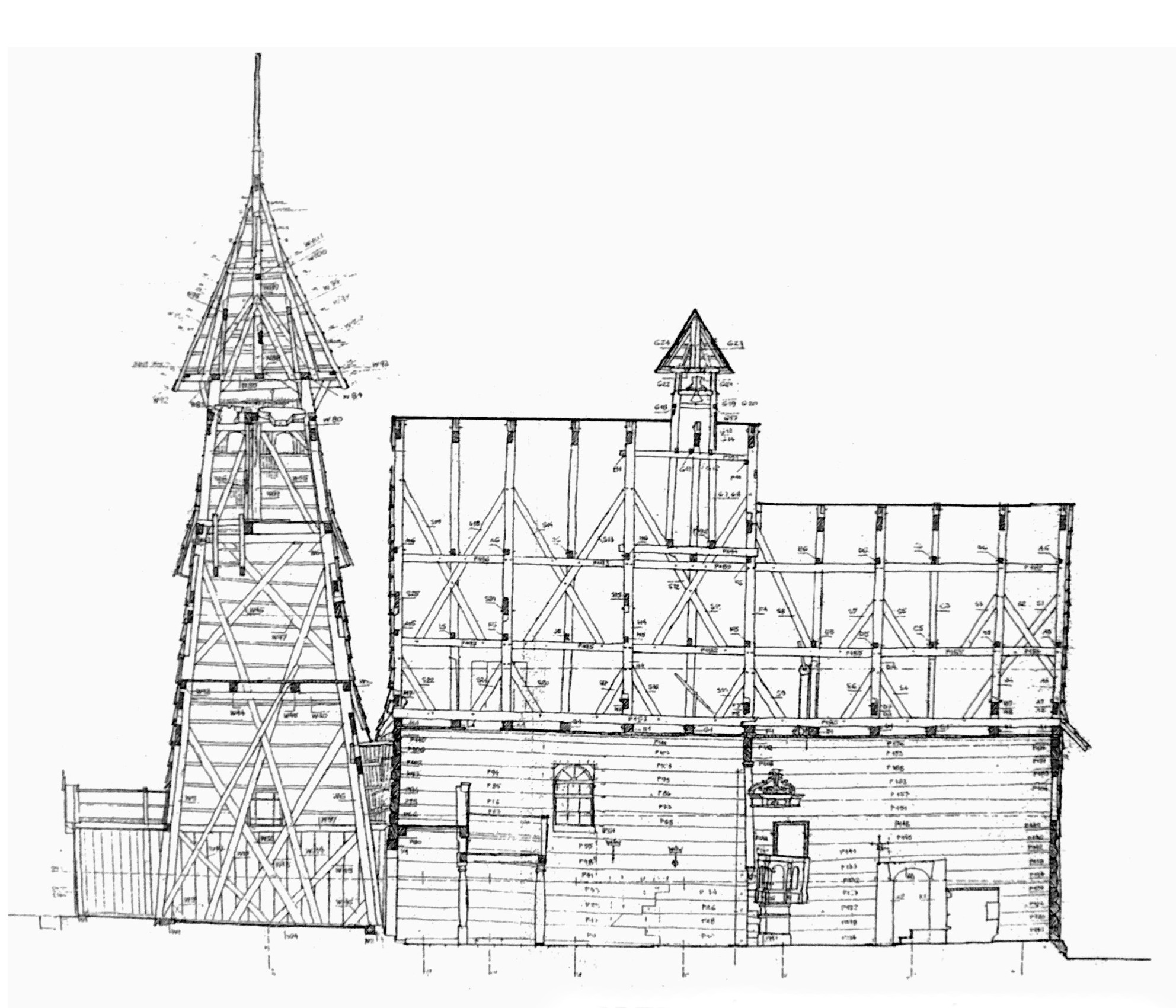
Rzut kościoła sporządzony przed rozbiórką i przeniesieniem do Palowic

Rzut kościoła składa się z prezbiterium, nawy głównej oraz okazałej dzwonnicy z kruchtą stanowiącą główne wejście do świątyni. Konstrukcja ścian kościoła jest zrębowa, wykonana z ciosanych drewnianych belek zakładanych na zrąb i na nakładkę.
Prezbiterium oraz nawa główna pokryte są stromym dwuspadowym dachem obitym gontem. Dach nad nawą główną jest nieco wyższy i posiada w kalenicy niewielką sygnaturkę nakrytą stożkowym dachem. Kościół posiada czołową wieżę dzwonną o konstrukcji słupowej z mocno skośnymi ścianami i szerokim dachem namiotowym. Od zewnątrz wieżę pokrywa gont.
Świątynię otaczały daszki okapowe, które niegdyś służyły za schronienie dla wiernych przybywających do kościoła z odległych stron. Daszki pełniły także inną funkcję – chroniły przed zawilgoceniem dolne partie drewnianych ścian świątyni. Dodatkowo wzbogacały sylwetkę kościoła i łączyły jego poszczególne bryły w spójną całość.
Kościół spoczywał w Leszczynach na fundamentach z dużych polodowcowych otoczaków osadzonych w ziemi i uzupełnionych w górnych partiach podmurówkami z piaskowca. W późniejszym okresie (XIX i XX w.) w fundamentach do podmurówek użyto cegły.

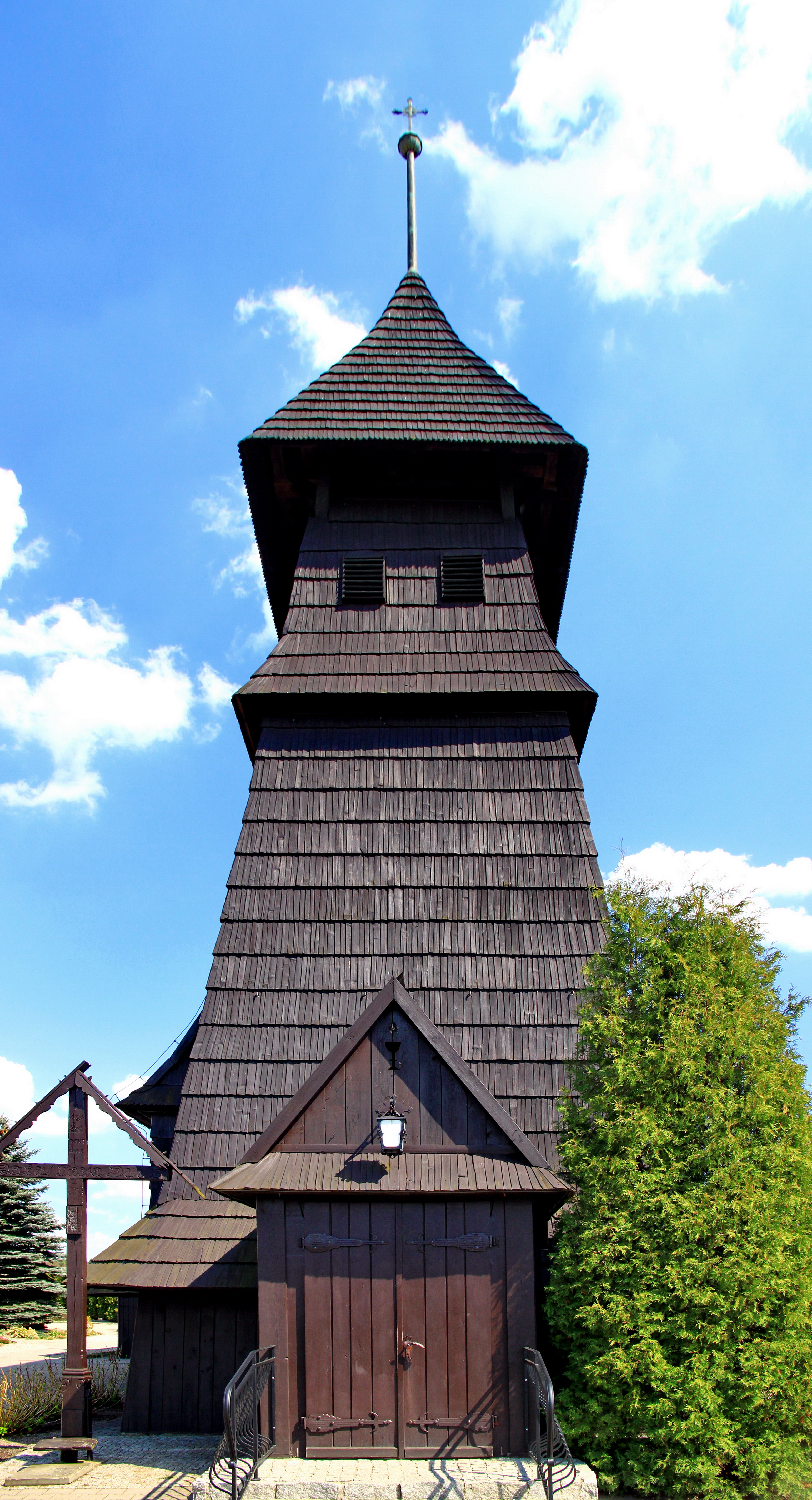
Widok na fasadę

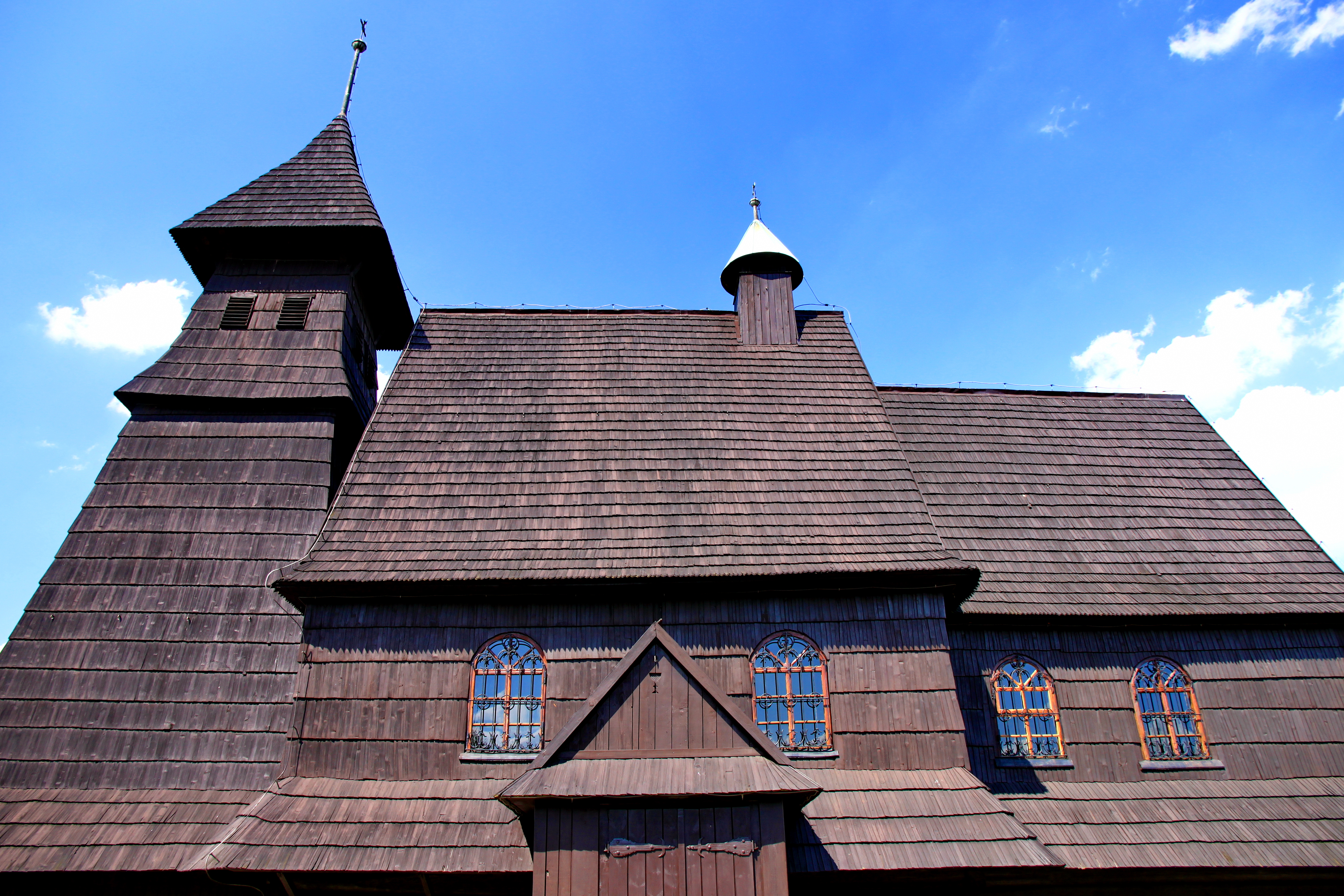
Widok boczny

## Historia kościoła
Jego budowę rozpoczęto w 1594 r., a zakończono budową wieży przez cieślę Jana Ożgę w 1606 roku. Fundatorem prawdopodobnie był właściciel miejscowości pochodzący z rodu Welczek. W 1617 roku zakupiono nowy dzwon oraz srebrny pozłacany kielich.
Był drugim kościołem od czasów założenia parafii w Leszczynach. Pierwszy kościół oraz świątynia opisywana były pierwotnie pod wezwaniem świętego Bartłomieja. Taką też informację możemy znaleźć w Spisie kościołów diecezji wrocławskiej – załączniku do sprawozdania biskupa Sebastiana Rostocka ze stanu diecezji przy okazji wizyty ad limina apostolorum. Spis ten datowany na rok 1667 znajduje się obecnie w zespole Kongregacji Soboru Archiwum Watykańskiego. Parafia należała wówczas do archiprezbiteriatu gliwickiego i właśnie pod tymże czytamy: W Leszczynach kościół Świętego Bartłomieja. Parafianie wszyscy katolicy.
Więcej wiadomości możemy znaleźć w zachowanych protokołach wizytacyjnych z lat 1679 oraz 1687.
Według wizytacji z 1679 roku kościół parafialny w Leszczynach był poświęcony Najświętszej Trójcy. Rocznica poświęcenia kościoła obchodzona była w pierwszą niedzielę po święcie świętych Szymona i Judy. Miał 13 łokci szerokości, 23 łokcie długości, cztery okna oraz dwoje drzwi. Wnętrze było jako tako ozdobne, ściany ozdobione były malowidłami przedstawiającymi cuda i mękę Jezusa oraz Sąd Ostateczny. W kościele były trzy ołtarze rzeźbione, pomalowane i pozłocone. W głównym znajdował się obraz Najświętszej Trójcy. Chrzcielnica była wykutym wewnątrz kamieniem. Ambona malowana, posadzka wyłożona cegłami. W wieży znajdował się jeden dzwon, zaś nad kościołem sygnaturka. Wokół kościoła znajdował się cmentarz.
Ówczesny proboszcz prosił wizytatora, aby do parafii w Leszczynach zostały dołączone trzy wioski oddalone od kościoła o jedną czwartą mili: Przegędza, Książenice oraz Kamień, które należały do oddalonej o milę lasu parafii w Rybniku.
Właścicielem Leszczyn był wówczas Jan Schick, a zamieszkiwało je 7 kmieci oraz 6 zagrodników.

## Otoczenie kościoła w Leszczynach

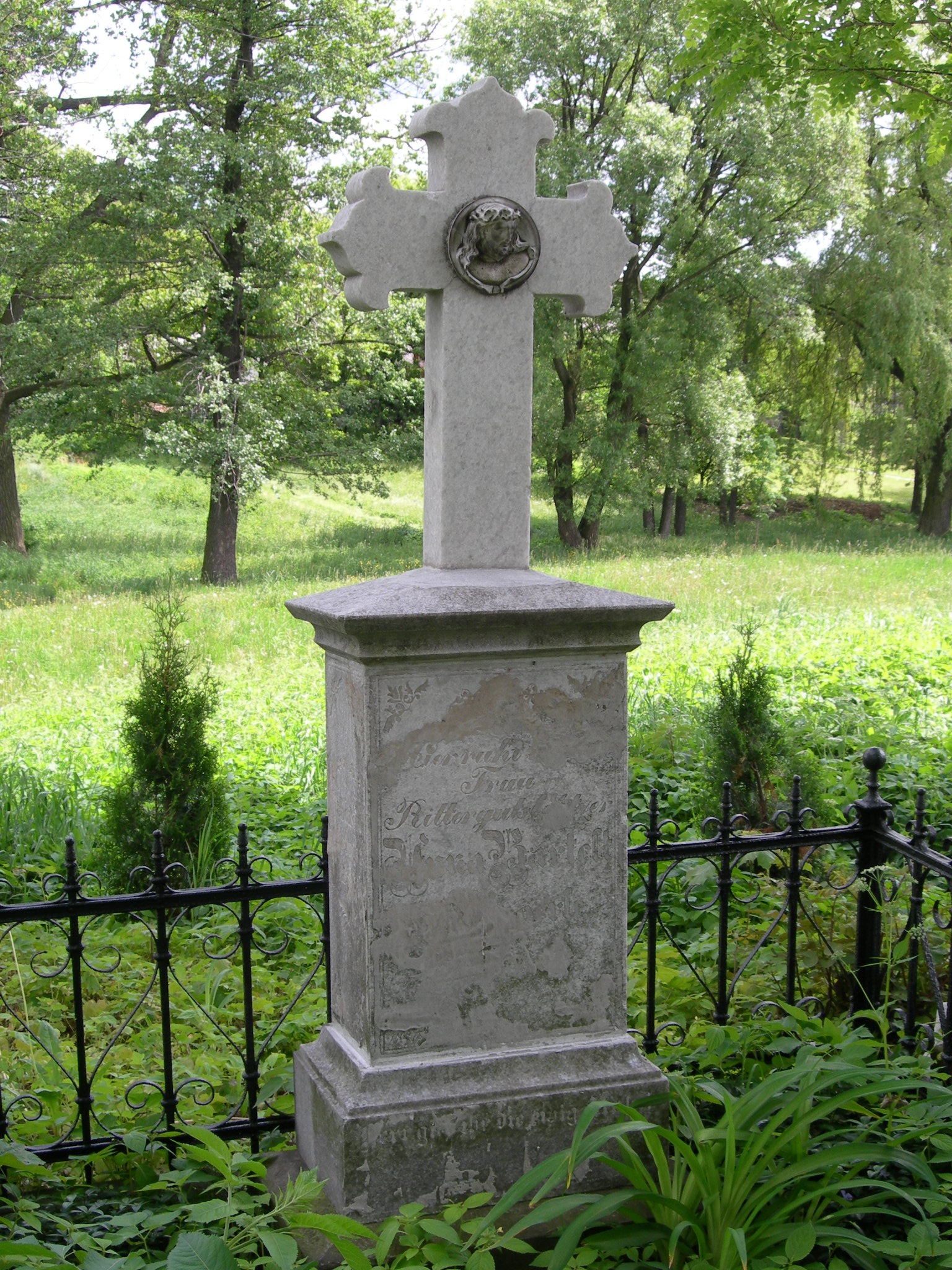
Nagrobek Anny Bartelt

Teren wokół kościoła od powstania miejscowości służył jako cmentarz. Liczne mogiły są utrzymywane i pielęgnowane do dziś, mimo że dawno zaprzestano tu pochówków. Najstarsze pochodzą z pierwszej połowy XIX wieku, a wiele z nich jest przykładem dawnego kunsztu sztuki kamieniarskiej.
Do wyróżniających się nagrobków należą groby rodziny Bartelt:
- Konrada Bartelt (1834-1906) – właściciela Leszczyn, patrona kościoła. Budowniczego pałacyku w Leszczynach, założyciela folwarków Bełkowiec i Nowy Dwór;
- Anny Bartelt (1840-1881) – pierwszej żony Konrada Bartelta;
- Ernestyny Bartelt (1841-1915) – siostry Anny Bartelt i drugiej żony Konrada Bartelta, która po jego śmierci wyszła za mąż za hrabiego Von Der Tann.

Najstarszym nagrobkiem na cmentarzu jest pozioma płyta nagrobna dziedziczki Heleny Laschowskiej (1816-1833) z domu Parwitz. Płyta ta znajduje się za prezbiterium dawnego kościoła. Rodzina Laschowskich była właścicielami Leszczyn przed Barteltami, ona też wybudowała rodzinną kryptę grobową znajdującą się w podziemiu prezbiterium kościoła.
Na cmentarzu znajdują się także patriotyczne mogiły:
- Ludwika Grobosza z Kamienia – powstańca śląskiego;
- Adama Zająca – żołnierza wojska polskiego, który zginął w obronie Leszczyn obok kapliczki w pierwszym dniu II wojny światowej.

## Lipa świętej Trójcy
Cmentarz i dawne otoczenie kościoła obrastają dostojne lipy i pojedyncze akacje. Wśród lip otaczających kościół do 1953 roku rosła lipa Świętej Trójcy – słynny pomnik przyrody na ziemi śląskiej. Jej odziomek dzielił się trzy równe pnie, a miejscowa ludność dostrzegła w niej symboliczny znak Trójcy Świętej. Lipa posiadała 7 m obwód pnia i około 22 m wysokości. Na konarze lipy wisiał dzwon kościelny, a także żelazna kuna. Obok lipy postawiono drewnianą ambonę.
O lipie wzmiankował niemiecki przyrodnik Teodor Schube (1906). W 1930 roku lipę objęto ochroną prawną, a w 1935 roku umieszczono w “Inwentarzu Zabytkowych Lip w Polsce” autorstwa Andrzeja Środonia. Lipa była wielką atrakcją krajoznawczą i wzmiankowano o niej w “Ilustrowanym Przewodniku po Województwie Śląskim” z 1924 r. i później z 1937 r. Wydanym przez Stanisława Berezowskiego.

## Banknot 20-złotowy
Kościół ten znalazł się na projektowanym przez Bank Polski na emigracji banknocie 20-złotowym. Wzór antydatowany jest na rok 1939. Na przedniej stronie przedstawia dziewczynę w śląskim stroju ludowym, na stronie tylnej leszczyński kościół.

## Pamięć mieszkańców Leszczyn

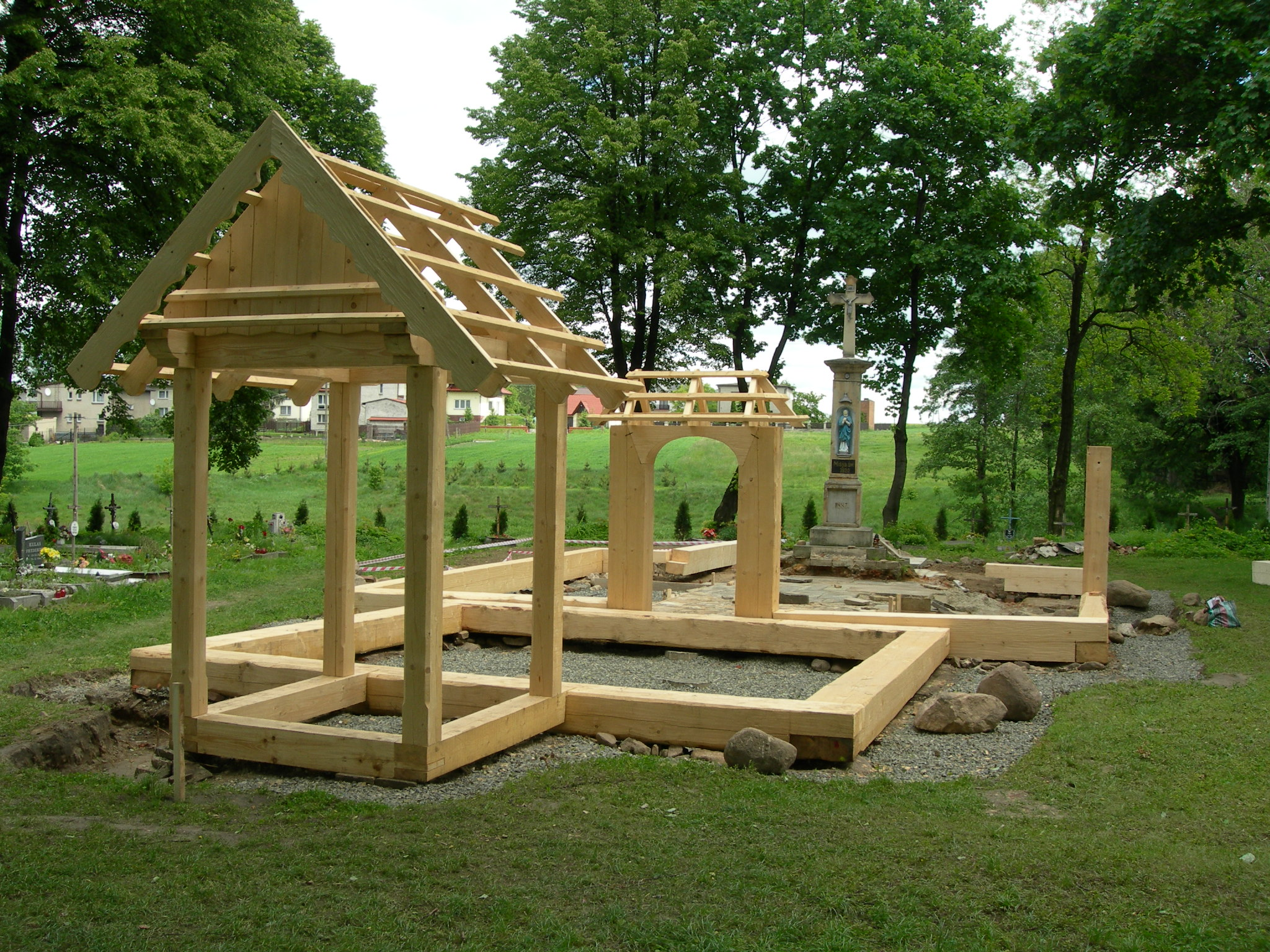
Aranżacja

W Leszczynach na miejscu gdzie stał kościółek wykonano w 2006 roku aranżację miejsca posadowienia dawnego kościoła. Obejmowała ona prace odkrywkowe, konserwatorskie i rekonstrukcyjne. Dokonano odkrywek fundamentów, osuszenia terenu wokół kościoła oraz odsłonięcia zachowanej posadzki.
Na odkrytych fundamentach zrekonstruowano rzut przyziemia kościoła w postaci ułożenia dolnych belek podwalinowych w wieży, nawie głównej i prezbiterium. Belki drewniane 30/40 cm wykonane są z wiślańskiego świerku i posiadają wymiary belek pierwotnego kościoła.
Dobudowaną zakrystie uwidoczniono w aranżacji jedynie w miejscu styku murów kamienno-ceglanych z kościołem ponieważ miejsce to wymaga dalszych badań i być może kryje w sobie fundament wcześniejszego piętnastowiecznego kościoła.
W aranżacji w nawie głównej zachowano oryginalne partie posadzki z ciętego i łamanego piaskowca. W prezbiterium zachowano duży fragment oryginalnej posadzki ceramicznej. W nawie głównej zrekonstruowano podłogi drewniane pod dawnymi ławkami oraz podłogę w wieży. Układ posadzek jest zgodny z dawnymi zachowanymi poziomami ich posadowienia.

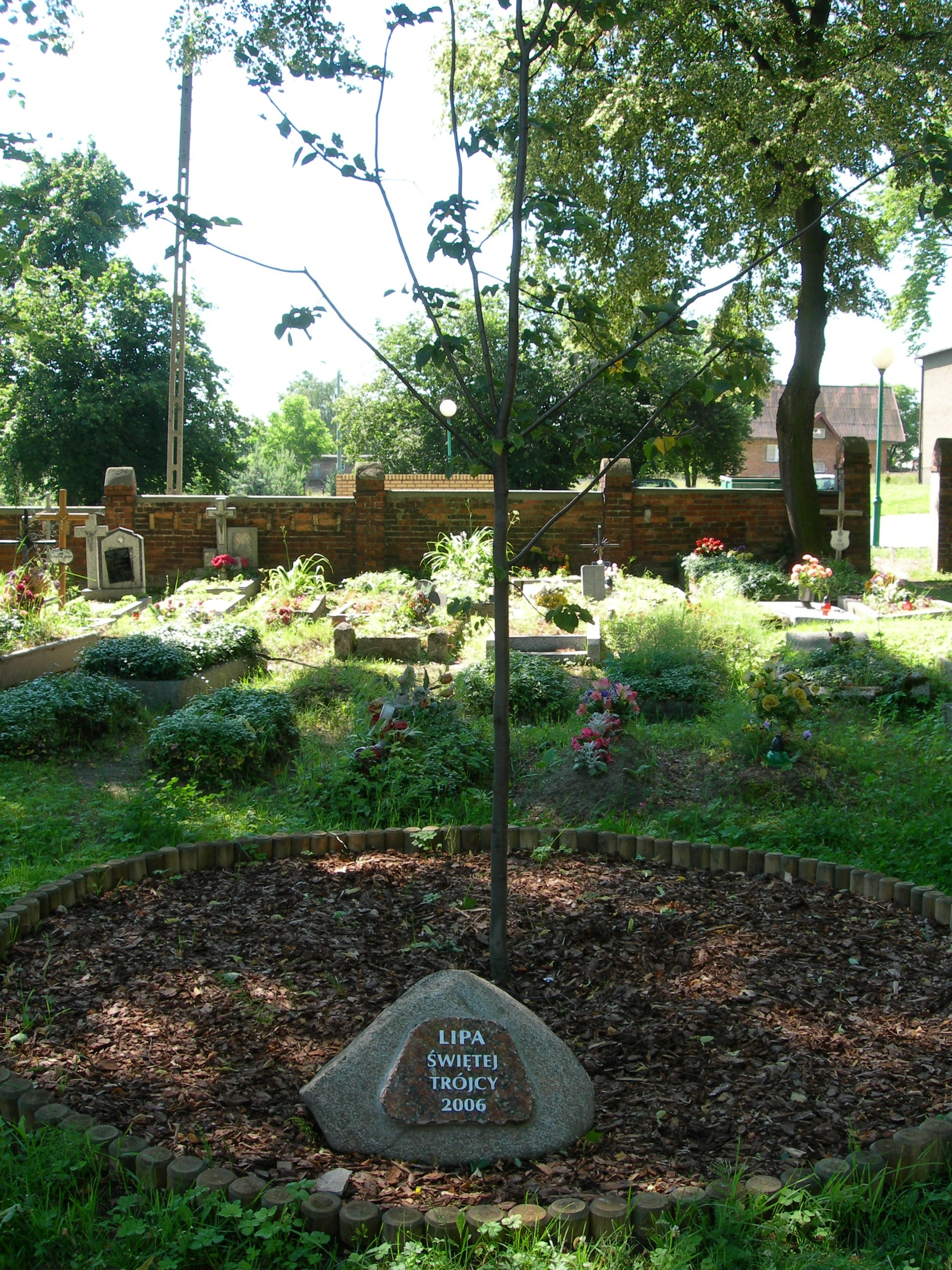
Nowa lipa Świętej Trójcy posadzona w 2006 roku

Oprócz niskich elementów przy poziomie terenu aranżację wzbogacają elementy architektoniczne odwzorowujące miejsca dawnych wejść do kościoła. Elementy te wykonano według wymiarów z inwentaryzacji kościoła wykonanej w 1980 roku o oryginalnych elementów zachowanych w Palowicach. Kruchta i portale wykonane są wiernie według dawnych pierwowzorów. Misyjny kamienny krzyż bożej męki z 1887 roku umieszczono w prezbiterium nowej aranżacji w miejscu dawnego usytuowania renesansowego ołtarza. Całą ekspozycję aranżacji usytuowania kościoła obsypano tłuczniem po obrysie dawnych okalających go przydaszków.
W nowej aranżacji miejsca dawnego kościoła w tym samym miejscu, gdzie kiedyś stała słynna lipa w maju 2006 r. posadzono nową lipę Trójcy Świętej. Patronat nad drzewkiem objęła młodzież tutejszej szkoły. Przywrócono więc Leszczynom element jego przyrodniczego i historycznego otoczenia.